# دي هورن

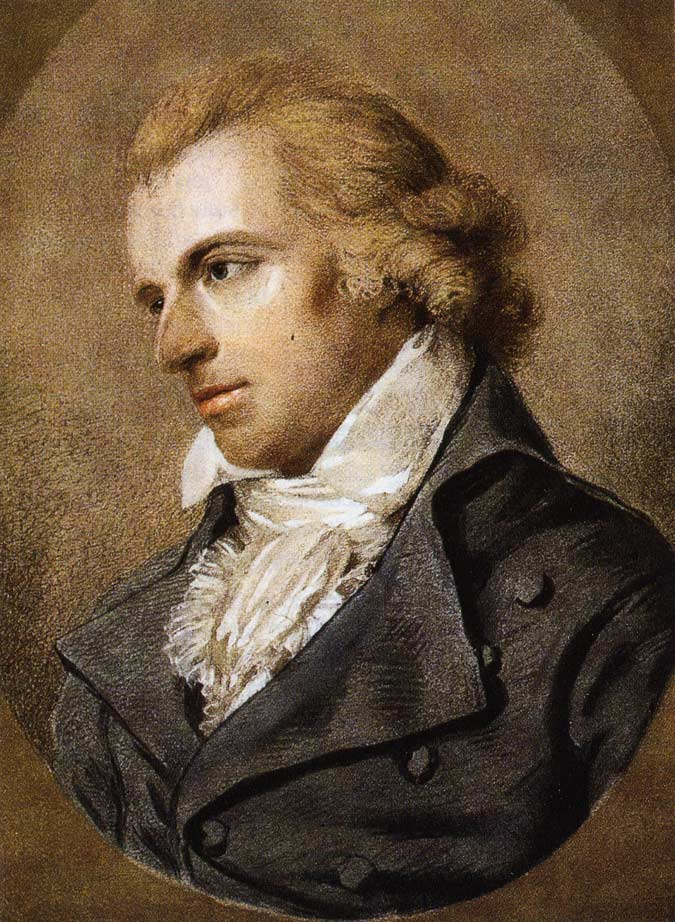
فريدرش شيلر

دي هورن (بالألمانية: Die Horen) صحيفة ألمانية أدبية صدرت شهرياً من عام 1795 إلى العام 1797. الصحيفة كانت تتطبع في دار نشر كوتا في مدينة توبينجن، أدارها وأنشأها الأديب الألماني فريدرش شيلر. عدد من الشخصيات الأدبية في ذلك الوقت شاركت في النشر في الصحيفة من ضمنهم يوهان ياكوب إنجل، جوهان جوتليب فيخته، يوهان فولفغانغ فون غوته، يوهان جوتفريد هردر، ألكسندر فون هومبولت، فلهلم فون هومبولت، فريدريش هينريش جاكوبي، يوهان هاينريش ماير، أوجوست فلهلم شليجل، كارل لودفيج فون فولتمان. مثلت الصحيفة الكلاسيكية الفايمارية، وأثرت تأثيراً كبيراً على تاريخ الأدب الألماني.
قامت الصحيفة ولقيت نجاحها على أساس الصداقة بين قطبي الكلاسيكية الفايمارية جوته وشيلر، فظهرت فيها ملامح العصر الكلاسيكي في الأدب الألماني. نشر شلر في صحيفة «دي هورن» أجزاء من مؤلفاته وأشعاره أُطلق عليها «شعر الأفكار»، من ضمن القصائد التي ظهرت قصائد «النزهة» و«المثال والحياة»، مع ذلك فلم تلق الصحيفة النجاح الذي توقعه كل من جوته وشيلر فنشرا معاً قصائد يردان فيها على الانتقاد الذي تعرضت له الصحيفة بعنوان «هدايا المائدة» (Xenien).